# Clasificación tipográfica

1 Romana lapidaria
2 Francesco Griffo
3 Claude Garamond (diseño de Robert Slimbach)
4 Gianbattista Bodoni
5 Firmin Didot
6 Stanley Morison
7 Hermann Zapf

La evolución del diseño tipográfico ha permitido establecer una clasificación de los tipos de letra por estilos generalmente vinculados con las épocas en las que fueron creadas las familias tipográficas. La clasificación de estos tipos:

## Góticos ofraktur
Los primeros tipos móviles creados por Johannes Gutenberg imitaban la escritura manuscrita de la Edad Media. Por esta razón no es de extrañar que los primeros tipos que comenzaron a fundirse fueran la letra gótica o fraktur en Alemania y la humanística o romana (también llamada Veneciana) en Italia.

## Humanísticos o venecianos. SiglosXVyXVI
Se conoce con este nombre a los primeros tipos creados en Italia, poco después de ser inventada la imprenta; imitaban la caligrafía italiana de la época usada en la cancillería del Papa, derivada de las últimas góticas redondas y cuyo máximo exponente es Poggio Bracciolini. La intención de esta letra extremadamente formal era dotar de minúsculas a la Capitalis romana. 
Abarca desde estos primeros tipos italianos creados en Venecia en el siglo XV hasta los tallados en Francia inspirados en ellos ya en el siglo XVI. Algunos ejemplos: Centaur, Bembo, Garamond...
Se pueden diferenciar dos estilos diferentes:

### Los primeros tipos venecianos

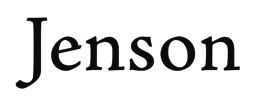
Fuente Jenson

Un claro ejemplo de esta época es el tipo cortado en 1470 por Nicolas Jenson. Sus características principales son:
- Poco contraste entre trazos gruesos y finos
- Modulación oblicua (imitando a la caligrafía de la época)
- Las letras de caja alta tienen la misma altura que los ascendentes de las minúsculas
- La e de caja baja tiene el filete oblicuo (imitando a la caligrafía de la época)
- Poca altura X
- Los trazos terminales de la a, c, f y r muestran claramente su origen caligráfico
- Remates robustos
- Transmiten en general un peso y un color intenso en su apariencia
- En su estructura y rasgos distintivos imitan la escritura manual realizada con una pluma en un ángulo determinado.

### El modelo francés del siglo XVI

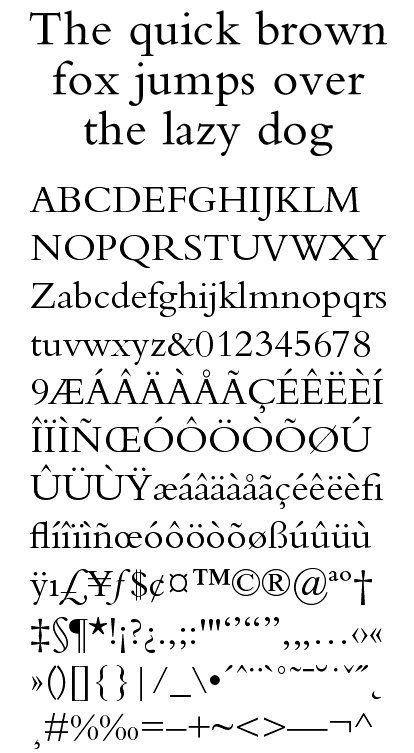
Espécimen del tipo de letra Bembo, una recreación del de los tipos de Griffo

Estos son los inspirados en tipo romano cortado en 1495 por Francesco Griffo para Aldo Manucio (se usa por primera vez en la obra del Cardenal Pietro Bembo De aetna). En estos tipos el diseño se ajusta más a las cualidades físicas del acero que a las de la escritura con pluma. Tienen también una gran influencia caligráfica pero son más refinados, debido a que los talladores de matrices habían adquirido más destreza en la confección de las piezas tipográficas.
Diferencias con los tipos venecianos:
- Barra horizontal en la e de caja baja
- Los remates inferiores encajan de manera más suave con el asta
- Los trazos terminales de la c, f y r son menos abruptos y muestran un acabado en forma de lágrima
- Caja alta más corta que la ascendente de caja baja

### Clasificación de Proctor y Haebler
Para el estudio de los incunables se utiliza el método de clasificación tipográfica que inició Robert Proctor y continuó Konrad Haebler en el Typenrepertorium der Wiegendrucke.
Se basa en la no normalización de los caracteres tipográficos hasta dos siglos más tarde por parte de Firmin Didot, por lo que cada impresor o grabador de tipos utilizaba medidas diferentes y la altura de cada línea es diferente.
La clasificación se realiza midiendo la altura de 20 líneas de texto en milímetros y una letra G o R para indicar si es letra gótica o romana respectivamente. Haebler añadió unos cuadros con todas las diferentes letras M mayúscula góticas o Q para las letras romanas para una mejor caracterización.

## Barrocos. Siglo XVII
Se desarrollan principalmente en los Países Bajos en el siglo XVIII y los punzonistas principales de esta época son Reinhard Voskens y Christoffel Van Dijck. Están pensados para evitar que la tinta llenara las contraformas y los remates resistieran bien la presión de las prensas ya que al producir un mayor número de libros los tipos delicados se estropeaban antes. En general queda menos rastro de la herramienta de escritura. Se diferencian de los anteriores tipos por una mayor condensación, amplias contraformas y remates más gruesos. Algunos ejemplos: DTL Elzevir, Linotype Janson,Caslon, Ehrhardt...
- Mayor contraste en los trazos gruesos y finos
- Un ojo medio (altura x) elevado
- Se refinan aún más los trazos terminales
- Dentro de un mismo alfabeto podemos observar distintos ejes en su modulación

## Neoclásicos. Siglo XVIII

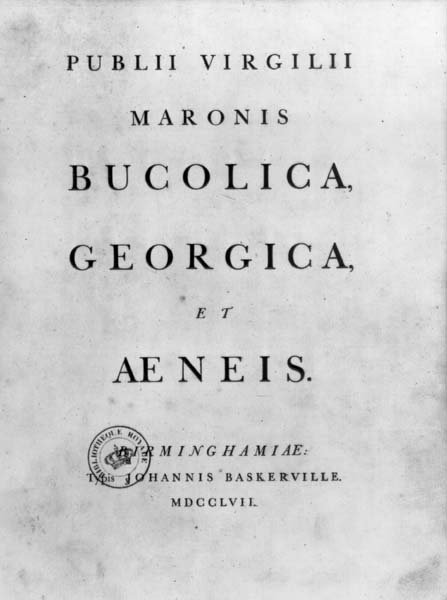
Portada de un libro impreso por Baskerville

Con la llegada de la Ilustración se racionaliza y sistematiza la tipografía, nace la primera modular, los tipos condensados de Fleischman y los diseños de John Baskerville en Inglaterra. 
En esta época la tipografía se desvincula totalmente de la caligrafía. Algunos ejemplos: Fournier, Baskerville, Bell. Sus principales características son:
- Modulación casi vertical
- Continúa aumentando el contraste en los trazos
- Aparecen los trazos terminales en forma de gota o lágrima

## De transición o reales
Llamados así porque no se ajustan con exactitud ni al aspecto formal de los tipos antiguos ni al de los que posteriormente se realizarían a partir del último cuarto del siglo XVIII, sino que mezclan características de ambas etapas. Se consigue una mejora técnica que permite hacer tipos con mayor detalle, gracias a herramientas de cobre y papeles más lisos Fueron creados en Francia y en Inglaterra tras doscientos años de uso de los antiguos.
- Modulación vertical.
- Contraste alto entre trazos finos y gruesos.
- Trazos terminales ascendentes ligeramente oblicuos u horizontales y los inferiores horizontales.
- Trazos terminales angulosos y encuadrados.

## Modernos o románticos. SiglosXVIIIyXIX

Fuente Didot

En 1784 Firmín Didot creó el primer tipo moderno. Este estilo fue mejorado con la creación del italiano Bodoni y fue empleado como texto corrido hasta principios del siglo XIX. Algunos ejemplos: Bulmer, Didot, Bodoni, Berthold Walbaum. Estos tipos poseían caracteres formales que en otra época no se hubieran podido tallar tales como:
- Abrupta modulación de los trazos
- Remates finos que no se enlazan con el asta
- Eje vertical

## Industriales.SigloXX
Con la llegada de la Revolución industrial llegan nuevas necesidades en el mundo de la comunicación por lo que nacen nuevas soluciones en forma de nuevos tipos:

### Egipcios

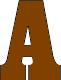
A de tipo de letra egipcio

Son aquellos de grandes remates. También llamadas tipografías mecanas, exageran los remates de las modernas produciendo un impactante aspecto. Se crearon a principios del siglo XIX. El nombre viene de la campaña napoleónica en este país.

### Palo seco, sans serif o grotescos

Muestra de Helvética, una fuente de palo seco.

Son aquellos que no disponen de remates. No se podría establecer una fecha en la que aparezcan los primeros, puesto que en algunos catálogos aparecían letras de caja alta sin remates en el siglo XIX.

### Humanistas
Vuelta a las formas del Renacimiento
- Trazo modulado
- Eje humanista
- Terminales al estilo de la pluma
- Grandes aperturas

## De rotulación, fantasía u ornamentales
Son aquellas decorativas inspiradas en la rotulación de carteles o reclamos. No se recomienda su uso en largos bloques de texto ya que están creadas para poco texto que va a ser leído de lejos. Generan una reinterpretación, sin normas.